# Recensement du Canada de 2006
Le Recensement du Canada de 2006 est le dénombrement de la population et des exploitations agricoles, de même que certaines de leurs caractéristiques, mené par Statistique Canada sur l’ensemble du territoire canadien au 16 mai 2006. Cette 14e édition du recensement canadien suit celle de 2001, le recensement étant tenu à tous les cinq ans, en vertu de la loi. La population totale du pays selon ce dénombrement est de 31 612 897 habitants au 16 mai 2006. Cette valeur est moindre que l’estimation officielle de la population au 1er juillet 2006, qui est de 32 623 490 habitants.

## Méthodologie

### Éléments généraux
La taille de dénombrement attendue a priori par Statistique Canada est de 12 700 000 ménages et 32 500 000 personnes. Postes Canada livre les formulaires du recensement par la poste à environ 70 % de ces ménages, principalement des habitants des régions urbaines. Les recenseurs sont responsables des autres ménages à recenser. Tous les ménages doivent répondre au questionnaire 2A (8 questions), qui porte sur le dénombrement et les principales caractéristiques démographiques, alors qu’un échantillon aléatoire de 20 % est tenu de remplir le questionnaire 2B (53 questions), portant sur les caractéristiques socioéconomiques.  Le personnel de Statistique reliance les ménages qui tardent à répondre. Le coût du recensement de 2006 est estimé à 567 000 000 $ sur une période totale de sept ans, employant plus de 25 000 travailleurs à temps complet ou partiel.

### Changements méthodologiques
Une question spécifique est ajoutée quant au lieu où une personne a étudié pour son plus haut niveau de scolarité. La question relative à la religion est omise en 2006, ce champ faisant l’objet d’investigation seulement aux 10 ans, et est comprise dans l’édition de 2001. La question quant au nombre d’années de scolarité est supprimée.
Aux fins de statistique de revenu, pour les répondants au questionnaire 2B seulement, une autorisation est demandée pour que Statistique Canada puisse utiliser aux fins du recensement les données de la déclaration de revenus des personnes. De plus, une autorisation est demandée pour rendre les données du questionnaire une information publique après un délai de 92 ans.
Pour la première fois, les ménages canadiens peuvent remplir les formulaires par voie électronique en ligne. L’objectif initial de Statistique est un taux d’utilisation de la voie électronique de 20 % des ménages.

## Principaux résultats

### Population des provinces, territoires et régions métropolitaines
Lors du recensement de 2006, la population dénombrée du Canada est de 31 612 897 habitants.
| Rang | Province ou territoire    | Population 2006 | Population 2001 | Variation 2001-2006 (%) |
| ---- | ------------------------- | --------------- | --------------- | ----------------------- |
| 1    | Ontario                   | 12 160 282      | 11 410 046      | 6,6 %                   |
| 2    | Québec                    | 7 546 131       | 7 237 479       | 4,3 %                   |
| 3    | Colombie-Britannique      | 4 113 487       | 3 907 738       | 5,3 %                   |
| 4    | Alberta                   | 3 290 350       | 2 974 807       | 10,6 %                  |
| 5    | Manitoba                  | 1 148 401       | 1 119 583       | 2,6 %                   |
| 6    | Saskatchewan              | 968 157         | 978 933         | 1,1 %                   |
| 7    | Nouvelle-Écosse           | 913 462         | 908 007         | 0,6 %                   |
| 8    | Nouveau-Brunswick         | 729 997         | 729 498         | 0,1 %                   |
| 9    | Terre-Neuve-et-Labrador   | 505 469         | 512 930         | 1,5 %                   |
| 10   | Île-du-Prince-Édouard     | 135 851         | 135 294         | 0,4 %                   |
| 11   | Territoires du Nord-Ouest | 41 464          | 37 360          | 11,0 %                  |
| 12   | Yukon                     | 30 372          | 28 674          | 5,9 %                   |
| 13   | Nunavut                   | 29 474          | 26 745          | 10,2 %                  |
|      | Canada                    | 31 612 897      | 30 007 094      | 5,4 %                   |

## Utilisation des données
Les données du recensement sont utilisées pour estimer les populations des provinces et territoires, sur lesquelles est basé le calcul des montants de paiements de transfert aux provinces par le ministère des Finances du Canada. Ces paiements de transfert sont de l’ordre de 60 milliards de dollars en 2006.